# Chlamyphoridae
Chlamyphoridae – rodzina ssaków łożyskowych z rzędu pancernikowców (Cingulata). Bardziej zróżnicowane od pancernikowatych, obejmują trzy podrodziny współczesne i jedną wymarłą (gliptodonty). Mają pancerz chroniący ciało. Wiodą samotny tryb życia, większość czasu spędzając w norze. Są owadożerne bądź wszystkożerne, niekiedy wyspecjalizowane w kierunku spożywania owadów społecznych. Osiągają od kilkunastu cm do półtora metra długości, w przeszłości istniały formy ważące 2 tony. Zamieszkują rozmaite siedliska krainy neotropikalnej.

## Budowa

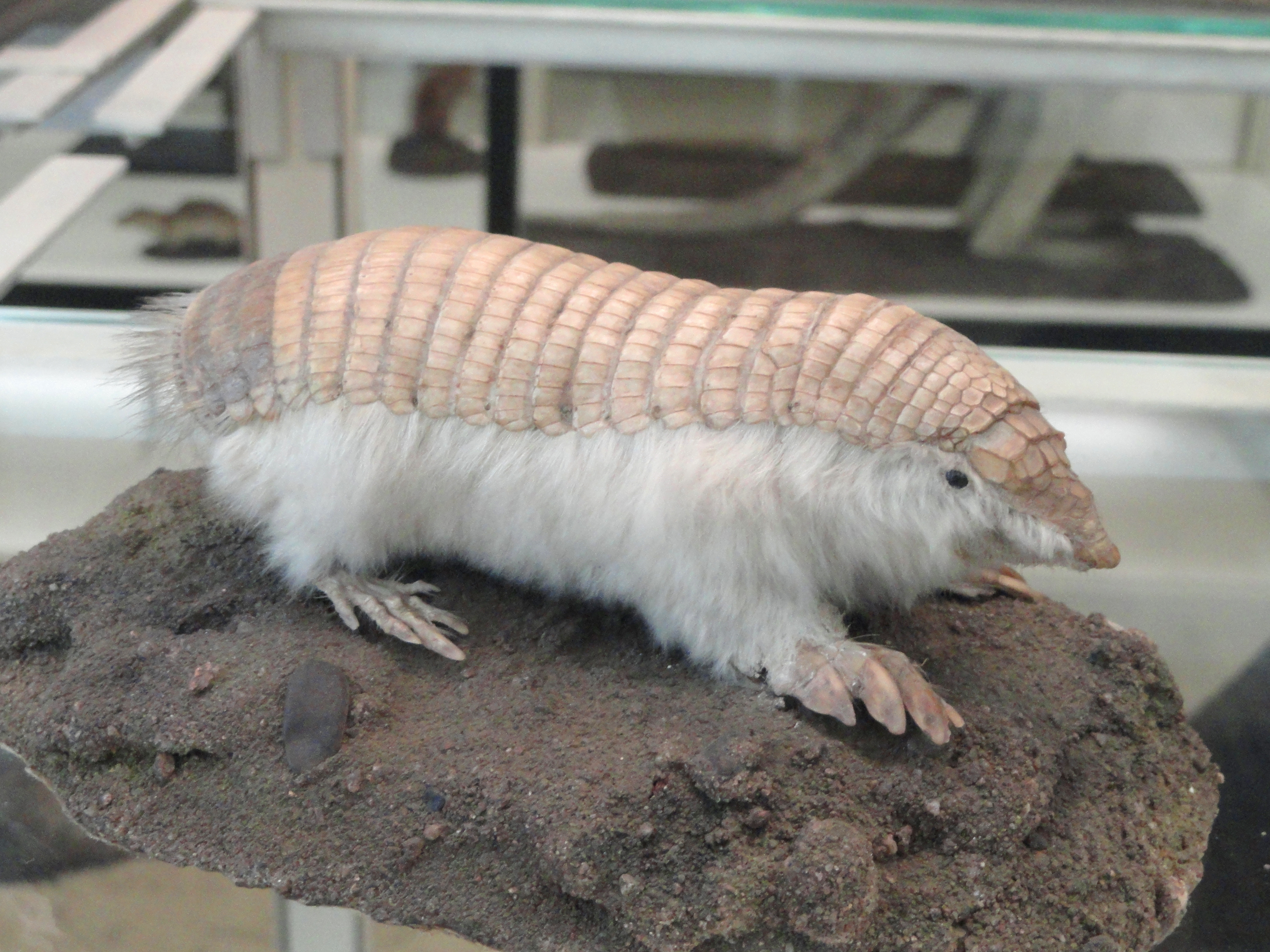
Puklerzniczek karłowaty, należący do najmniejszych Chlamyphoridae, ma pod pancerzem gęste, białawe futro

Chlamyphoridae osiągają zróżnicowane rozmiary. Najmniejsze osiągają długość od 11–14 cm. Do najmniejszych należą puklerzowiec skryty i zwłaszcza puklerzniczek karłowaty. Ważą przy tym 100–115 oraz 90–130 g. Największe osiągają długość półtora metra. Rekordzistką jest tutaj zębolita olbrzymia, będąca największą współczesną przedstawicielką pancernikowców, której ustępują zarówno bolity, jak i należący do pancernikowatych pancernik większy. Na wolności zazwyczaj waży ona około 30 kg, w zakresie od 20 do 60 kg, w niewoli zaś często 80 kg. Nie dorównuje ona jednak w żadnym razie wymarłym przedstawicielom rodziny, wielkim gliptodontom mogących ważyć dwie tony. U niektórych gatunków występuje dymorfizm płciowy.
Mózg Chlamyphoridae wydaje się względnie dobrze rozwinięty, zwłaszcza jeśli porówna się go z niewielkim mózgiem pancernikowatych. Cechuje się jednak gładką powierzchnią. U przedstawicieli Euphractinae jego masa wynosi 70–98% oczekiwanej dla ssaka tej wielkości.
Ssaki te mają słaby wzrok. Chlamyphorinae nie mają widocznych z zewnątrz oczu. Chlamyphoridae posługują się dobrym słuchem i węchem, któremu odpowiadają dobrze rozwinięte opuszki węchowe. Narząd Jacobsona znaleziono przynajmniej u włosopuklerznika kosmatego. Prawdopodobnie umożliwia on mu wykrywanie feromonów. Również bulla tympanica jest bardzo dobrze rozwinięta, szczególnie u włosopuklerznika wrzaskliwego, przystosowana do odbioru niskich dźwięków. Młoteczek zachowuje długi wyrostek przedni. Ucho puklerzowca skrytego wydaje się natomiast zredukowane. Dysponuje on jednak niewielkim uchem zewnętrznym, podczas gdy u jego krewnego puklerzniczka karłowatego nawet nie widać małżowiny usznej.
Chlamyphoridae mają trójkątny język, ostro zakończony. Długi i wężowaty u zębolity olbrzymiej pomaga jej w polowaniach na owady. Obecne na nim brodawki mogą być rozmaitego kształtu, nitkowate, grzybiaste czy okolone. Zwierzęta te cechują się prostym uzębieniem, homodontycznym. Ich zęby mają kształt cylindryczny. Zęby mleczne nie występują w ogóle. Nie ma też szkliwa, a ząb nie zaprzestaje wzrostu. Brak zróżnicowania zębów uniemożliwia zapis formuły zębowej z podziałem na różne rodzaje zębów. W każdej szczęce bądź połówce żuchwy leży od siedmiu do dziesięciu zębów, co daje w sumie od 28 do 40 zębów. Wyjątek stanowi zębolita olbrzymia, dysponująca zestawem od 80 do 100 bądź nawet jeszcze więcej zębów, czym przewyższa prawie wszystkie ssaki. Nieprzeżuty pokarm trafia do przewodu pokarmowego o jednym żołądku o silnym odźwierniku niszczącym szkielety zewnętrzne bezkręgowców, jelicie cienkim oddzielonym od ślepego zwieraczem.
Cechą charakterystyczną członków tej rodziny, od której pochodzą też niektóre ich nazwy zwyczajowe, jest osłaniający ciało pancerz, występujący też u blisko spokrewnionych pancernikowatych. Okrywa on głowę, tułów i u części przedstawicieli również ogon zwierzęcia (pozostaje on nieosłoniony u kabassu). Budują go niewielkie, ale wytrzymałe płytki kostne zwane osteodermami (osteoderms, scutes), powstające z uwapnienia w zewnętrznej warstwie skóry właściwej. Płytki te pokrywa jeszcze warstwa zbudowanego z keratyny naskórka tworzącego łuski (scales). Struktury te tworzą na tułowie 3 łatwe do wyróżnienia części pancerza: tarczę łopatkową (scapular shield), tarczę miedniczą (pelvic shield) i obszar ruchomych pasów pomiędzy nimi w liczbie zazwyczaj od 3 do 25. Najmniejsza ich liczba, od dwóch do czterech, występuje u bolity, podczas gdy Chlamyphorinae mimo swych niewielkich rozmiarów mają ich dużo. Pancerz bolit, sztywny i kopulasty, nie przylega ściśle do ciała, ale zawiera pewną wolną przestrzeń, w której mieszczą się podkurczone kończyny zwierzęcia. Przestrzeń pod tarczą łopatkową otwiera się do przodu, natomiast tylna przestrzeń pod tarczą miedniczą ograniczona jest od tyłu synsacrum, czyli kością ze zrośniętych kręgów. O ile w razie zagrożenia większość Chlamyphoridae po prostu ucieka, bolity, rzadziej kryjące się w norach, niekiedy także zwijają się w kule, czego wbrew obiegowym opiniom większość pancernikowców nie potrafi. Chroniona trójkątną płytą krótka głowa i podobnie zbudowany ogon przylegają ciasno, uzupełniając pancerz chroniący kulę bez żadnego wyłomu. Również puklerzniczek karłowaty ma pancerz tylko luźno umocowany, połączony z wrzecionowatym, przypominającym krecie ciałem błoną w płaszczyźnie pośrodkowej. Karapaks przybiera różne barwy, najczęściej w odcieniach ciemnego bądź bladego brązu. Z kolei puklerznik sześciopaskowy ma pancerz bladożółty. Puklerzyk różowy ma wbrew nazwie pancerz białawy, podczas gdy różowawy też występuje, ale u Chlamyphorinae. Pancerz tej grupy pancernikowców niekiedy pokrywają włosy, zwłaszcza u włosopuklerznika, u którego gęste owłosienie porasta i grzbietową, i brzuszną część ciała. Jednak jeszcze więcej włosów mają Chlamyphorinae o białym, jedwabistym futrze, które porasta całe ciało z wyjątkiem karapaksu. Na brzusznej powierzchni ciała zazwyczaj u Chlamyphoridae występują nieliczne włosy. U noworodków pancerz jeszcze nie zdążył skostnieć, jest miękki i różowawy, nie rozwinęły się jeszcze łuski. Kostnienie będzie przebiegać w pierwszych tygodniach życia.
Funkcją pancerza wydaje się być ochrona przed drapieżnikami bądź termoregulacja. Temperatura ciała Chlamyphoridae, i tak niższa od ciepłoty większości ssaków (metabolizm zaledwie 29-52% oczekiwanego po ssaku podobnych rozmiarów), zdaje się w pewnym zakresie zależeć od temperatury otoczenia. Zazwyczaj wynosi od 33 do 35 °C, niekiedy spada do 32 bądź rośnie do 35,5 °C, nie licząc hibernującego puklerzyka różowego, obniżającego temperaturę swego ciała do 14,5 °C. Na krótszą metę zapada on także w torpor, w którym osiąga 24,5 °C. Odnotowywano też u Chlamyphoridae trwające do 10 minut bezdechy ze spadkiem temperatury ciała nawet do 2 °C.
Ciało Chlamyphoridae kończy ogon, niezbyt długi, nie przekracza on połowy długości ciała. Na przykład puklerznik sześciopaskowy długości głowy i tułowia 40–50 cm ma ogon mierzący połowę tego, natomiast włosopuklerznik wrzaskliwy długości 30–40 cm ma ogon liczący tylko d 8 do 11 cm. Szczególnie krótki ogon występuje u Chlamyphorinae, u których nie sięga on 30% długości ciała. U puklerzniczka karłowatego mierzy on 2,5–3,5 cm i kończy się diamentowato, u puklerzowca skrytego ma 3–4 cm, na końcu jest zaokrąglony. Zazwyczaj ogon ma kształt stożka i pokryty jest również pancerzem. Jednak u kabassu pancerz ogona nie sięga, a pokrywają go tylko rozproszone płytki.
Przednie kończyny, niezbyt długie, ale silnie umięśnione, kończą się pazurami wykorzystywanymi do kopania nor bądź rozkopywania gleby w poszukiwaniu pokarmu. Palców jest od trzech do pięciu, przy czym największy pazur wieńczy zwykle trzeci palec. Jak zauważyli Marshall et al., przystosowanie do kopania obejmuje istotne zmiany w umięśnieniu. Powstała część szyjna mięśnia czworobocznego. Musculus rhomboideus profundus wydzielił się jako osobny mięsień, podobnie jak musculus omotransversarius. Zmiany dotyczą też głów mięśnia trójgłowego i zginacza głębokiego palców.
Tylne łapy kończą się pięcioma palcami. Zwierzęta te są generalnie stopochodne, zwłaszcza jeśli chodzi o tylne łapy. Pazury przednich często uniemożliwiają całej stopie kontakt z ziemią i wtedy zwierzę podczas chodu opiera się raczej na nich, jak to ma miejsce u bolity, zębolity i Chlamyphorinae.

## Genetyka
Chlamyphoridae są diploidalne. Liczba chromosomów zależy od danego podtaksonu. Mniejsze liczby występują u bolity, zwłaszcza bolity południowej (38 chromosomów), ale też brazylijskiej (46). Więcej występuje u zębolity olbrzymiej i kabassu wielkiego (50). Jeszcze więcej chromosomów mają puklerznik sześciopaskowy i puklerzniczek karłowaty (58), następnie włosopuklerznik kosmaty (60) i maksymalnie włosopuklerznik wrzaskliwy, puklerzyk różowy i kabassu północny (62). Chromosom X opisywany był jako metacentryczny bądź submetacentryczny. Chromosom Y zaś jest niewielki i akrocentryczny.

## Systematyka i ewolucja
Takson zazwyczaj umieszczany bywał w rodzinie pancernikowate (Dasypodidae), lecz oba taksony charakteryzują się dużymi różnicami zarówno genetycznymi jak i morfologicznymi. Ponadto Chlamyphoridae nie tworzą kladu, do którego nie należałyby gliptodonty, dlatego Glyptodontidae sklasyfikowano jako podrodziną w obrębie Chlamyphoridae. Do rodziny należą następujące podrodziny:
- Euphractinae Winge, 1923 – puklerzniki[10], z rodzajami puklerznik (monotypowy, puklerznik sześciopaskowy), włosopuklerznik (2-3 gatunki) i puklerzyk (monotypowy, puklerzyk różowy)[2],
- Chlamyphorinae Bonaparte, 1850, z dwoma monotypowymi rodzajami obejmującymi gatunki puklerzowiec skryty i puklerzniczek karłowaty[2], przez starsze źródła niewyróżniana[10],
- Tolypeutinae J.E. Gray, 1865 – bolity[10], z dwoma plemionami[2]:
  - Priodontini, z monotypowym rodzajem zębolita (zębolita olbrzymia) i czterema gatunkami kabassu[2], wedle niektórych prac pięcioma[11],
  - Tolypeutini, monotypowa z rodzajem bolita o dwu gatunkach[2],
- Glyptodontinae Burmeister, 1879 – gliptodonty – takson wymarły.
- Eutatinae Bordas, 1933 – takson wymarły.
- Utaetinae Simpson, 1945 – takson wymarły.

Rodzaje wymarłe o niejasnej pozycji systematycznej i nieskalsyfikowane w żadnej z podrodzin:
- Coelutaetus Ameghino, 1902 – jedynym przedstawicielem był Coelutaetus cribellatus Ameghino, 1902
- Dasypodon Castellanos, 1925 – jedynym przedstawicielem był Dasypodon atavus Castellanos, 1925

Pancernikowate i Chlamyphoridae prawdopodobnie oddzieliły się od siebie około 45 milionów lat temu. Najstarsze skamieniałości są 3 miliony lat młodsze. Pochodzą więc ze skał eoceńskich. W następnych epokach Chlamyphoridae stanowiły już grupę licznie występującą i zróżnicowaną. Odkryto ponad setkę rodzajów, z czego 65 przedstawicieli wielkich, opancerzonych gliptodontów. Różnorodność ta zaczęła się zmniejszać, by stosunkowo niedawno przejść wymieranie, które istotnie zredukowało liczbę przedstawicieli. Gliptodonty wyginęły, pozostały 3 pozostałe podrodziny.
Tolypeutinae i Chlamyphorinae oddzieliły się od siebie prawdopodobnie 33 miliony lat temu. Euphractinae pojawiły się około 11 milionów lat temu, w czasie osuszenia klimatu.

## Tryb życia

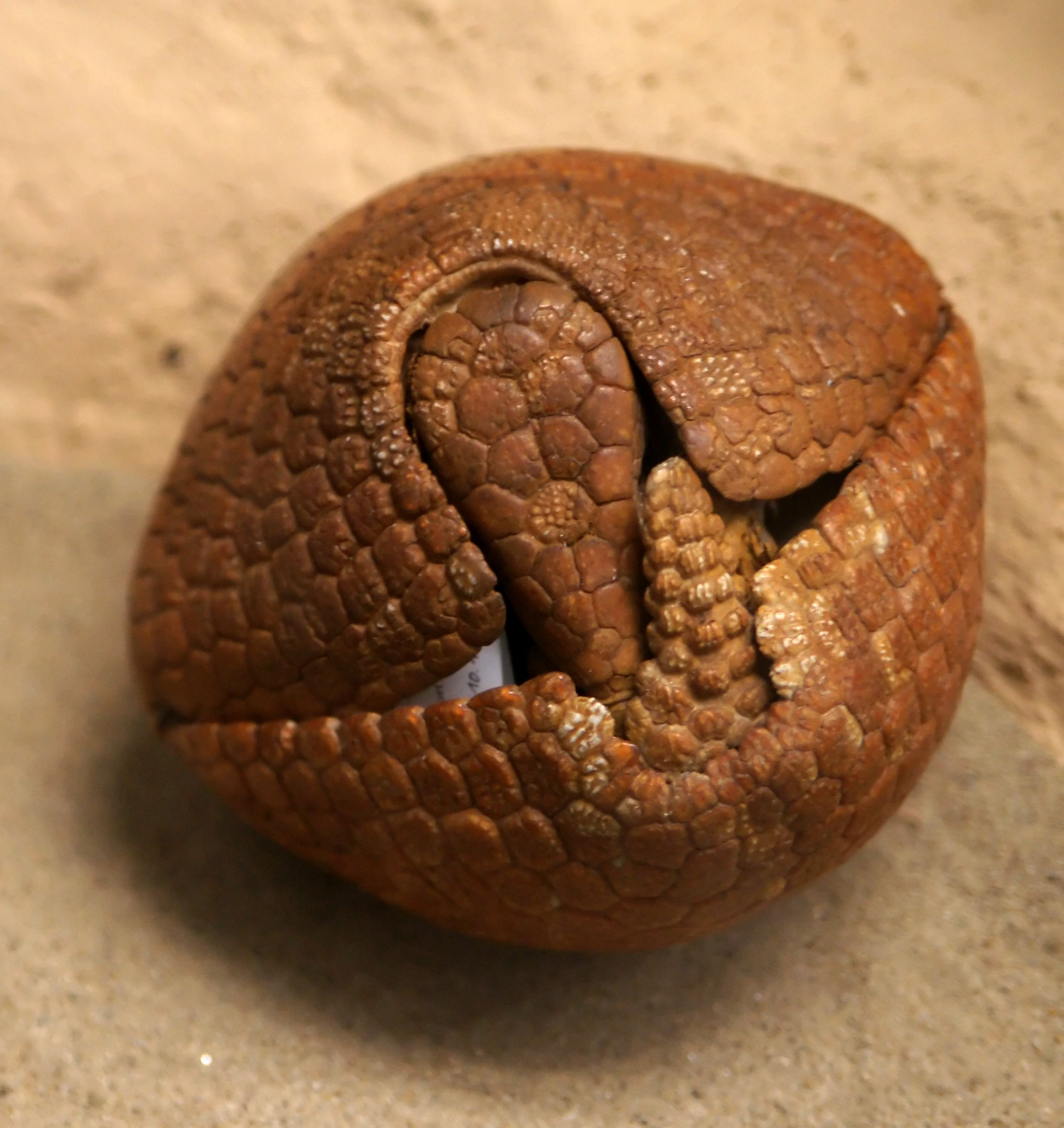
Zagrożona bolita południowa przyjmuje kształt kuli

Chlamyphoridae często spędzają życie w norach. Wykopują je zwykle same. Różne gatunki spędzają pod ziemią różny czas, większy w przypadku Chlamyphorinae, najmniejszy w przypadku bolitów. Do niedawno uważano, że w ogóle nie potrafią one kopać. Później odkryto, że jednak dysponują one umiejętnością wykopania nory, nie głębszej niż pół metra. Odpoczywają jednak raczej w zwykłych zagłębieniach terenu bądź wyścielonym roślinnością gnieździe, a zaatakowane nie uciekają do nory, ale przyjmują kształt kuli. W odróżnieniu od nich kabassu potrafi każdego dnia wykopać sobie nową norę. W drążeniu w glebie pomaga sobie przednim brzegiem pancerza, kręcąc ciałem. Zagrożony Chlamyphoridae zakopuje się szybko, w odpowiednim gruncie, na przykład luźnym piasku, potrafi zagrzebać się w minutę. Potrafi oddychać powietrzem uwięzionym między ziarnami gleby. Superina i Alba dzielą Chlamyphoridae pod względem zdolności do kopania na 4 grupy:
- non-diggers, gatunki w zasadzie nie drążące w ziemi, jak obie bolity,
- generalized diggers, gatunki niewyspecjalizowane w kopaniu, kopiący w ziemi w poszukiwaniu pokarmu i tworzeniu nor, jak Euphractinae,
- specialized diggers, gatunki wyspecjalizowane w kopaniu, rozkopujące termitiery, jak kabassu i zębolita,
- gatunki używający underground rotary style, a więc nie skrobiące w ziemi, tylko ryjące w niej przez okrężne ruchy ciała, Chlamyphorinae[2].

Utworzona nora zależy od gatunku. Jama zębolity olbrzymiej ma kształt półokrągły, wysokości równej około trzech czwartych szerokości. Może być wykopana w kopcu termitów. Wyjście zwykle leży po stronie mniej wietrznej. Zębolita przebywa w niej zwykle kilka dni z rzędu, często 2-3, ale niekiedy i 17. Ma też zwyczaj powracać do swoich starych jam. W opuszczonych norach zębolity schronienie znajdują liczne gatunki zwierząt. W badaniach opisano 26 gnieżdżących się w nich gatunków. Nie dotyczy to jednak wyłącznie nor zębolity. W opuszczonych norach puklerzyka, kopułowatych z wejściem o wymiarach 8 cm wysokości i 15 szerokości, głębokich niekiedy na półtora metra zamieszkują węże. Puklerznik sześciopaskowy niekiedy tworzy proste, nierozgałęzione nory, niekiedy zaś bardziej skomplikowane, z nawet siedmioma wejściami. Podobne buduje włosopuklerznik kosmaty. W przypadku tych dwóch gatunków obserwowano tolerowanie się kilku osobników korzystających z większej nory, używających osobnych wejść. Aczkolwiek, napotkawszy psa, puklerznik ratował się ucieczką, podczas gdy postawione w tej samej sytuacji kabassu momentalnie drążył sobie nową norę. Natomiast nory Chlamyphorinae zwykle leżą płytko pod ziemią, 10–15 cm. Nie rozgałęziają się. Zwierzęta te porównuje się do kretowatych. Podziemne życie ułatwia Chlamyphoridae mała wrażliwość na hipoksję. Potrafią one korzystać z tlenu pomiędzy ziarnami gleby, jak też wstrzymać oddech na 10 minut.

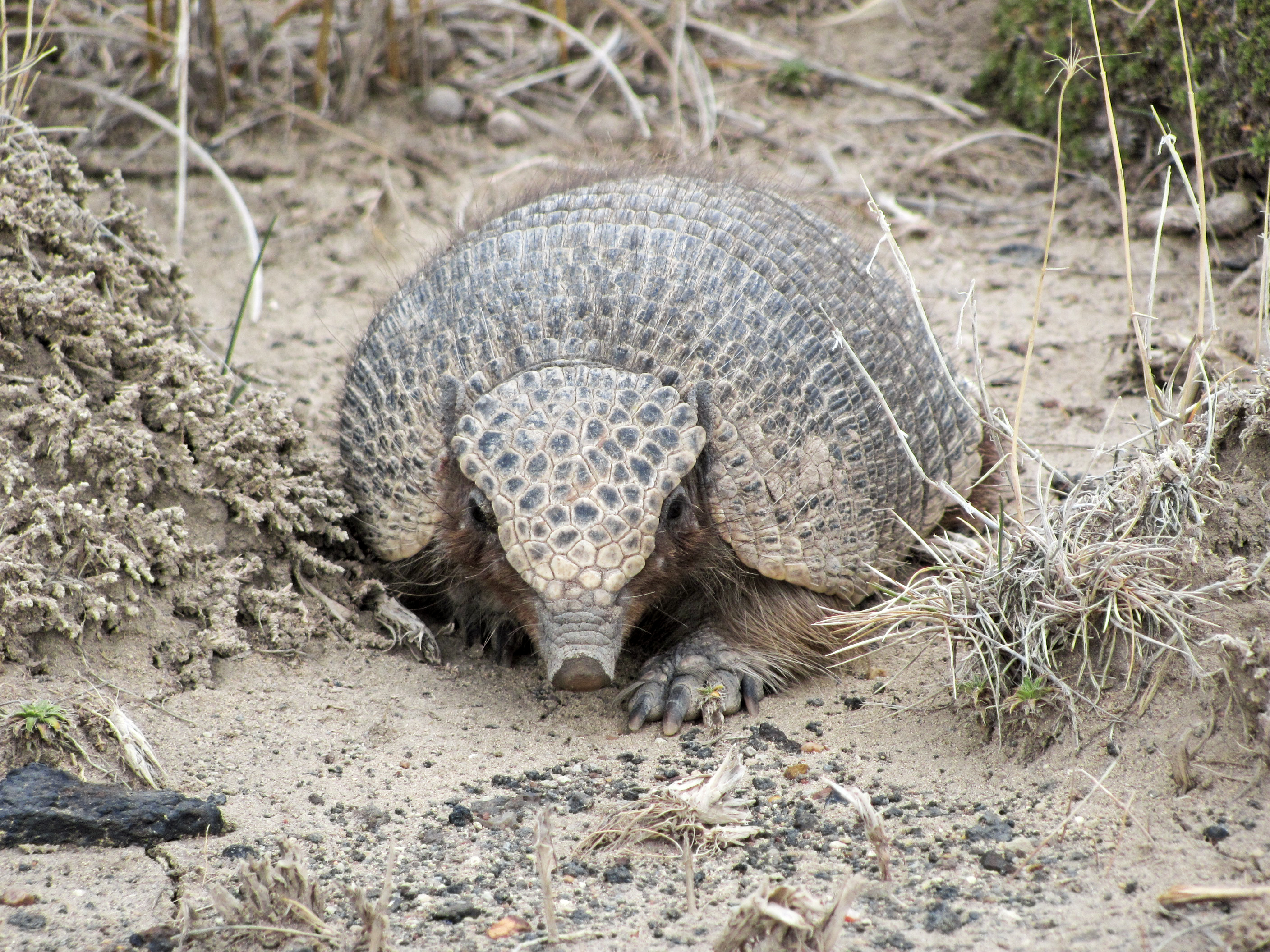
Puklerzyk różowy jako jedyny przedstawiciel rodziny zimą zapada w hibernację

Aktywność tych zwierząt przypada najczęściej na noc, choć niektóre wiodą dzienny tryb życia bądź uzależniają swą aktywność od warunków. Przykładowo włosopuklerznik wrzaskliwy latem preferuje aktywność nocną, gdy mu chłodniej, zimą zaś raczej opuszcza norę w dzień, by uniknąć chłodów. Niezależnie od pory roku i tak przeważającą część doby spędza w norze. Puklerzyk różowy w razie niesprzyjających warunków potrafi zapadać w torpor, kiedy to redukuje metabolizm. Zimę zwykle hibernuje. Jego temperatura spada wtedy do 14,5 °C. By przetrwać ten okres, musi zmagazynować w czasie swej aktywności rezerwy tłuszczu.
Chlamyphoridae same wydają z siebie dźwięki, niekiedy pomrukiwanie i pocharkiwanie, piski, niekiedy dźwięki przypominające odgłosy świni. Przestraszony włosopuklerznik wrzaskliwy wydaje dźwięk przypominający płacz dziecka o częstotliwości około 600 Hz.
W okolicy miednicy włosopuklerznika i puklerznika sześciopaskowego znajdują się gruczoły produkujące wydzielinę o stęchłym zapachu. Prawdopodobnie służy ona do zaznaczania swojej obecności. Jednakże nie występuje typowe terytorium bronione przed intruzami. Areały poszczególnych osobników zazębiają się z areałami sąsiadów obu płci.
Nie są to zwierzęta społeczne. Wiodą samotny tryb życia. Kontakty społeczne ograniczają właściwie do rozrodu. Rzadko spotykano jednak grupy do 30 zwierząt tolerujące swą obecność w sytuacjach wyjątkowej obfitości pożywienia bądź uciekające przed powodzią. Areał pojedynczego osobnika wynosi od 2 do 60 ha, nakładając się na areały osobników obu płci.

## Cykl życiowy
Samiec ma prącie znacznej długości, u niektórych gatunków osiągające 50-60% długości ciała. Przekazuje nim plemniki. Zazwyczaj cechują się one dużą główką, są długie i wysokie, ale cienkie, łyżkowatego kształtu z uwagi na środkowe zagłębienie. Wyglądają tak u Euphractinae, kabassu czy zębolity. U bolit mają jeszcze charakterystyczny boczno-ogonowy wyrostek.
Żeński układ rozrodczy obejmuje parę jajowatych, wydłużonych jajników podzielonych wyraźnie na korę i rdzeń, macicę kształtu piramidy o dobrze wykształconym trzonie i niewielkich rogach, rzadziej prostą, gruszkowatą, pochwę (towarzyszy gruszkowatej macicy, bolita) bądź raczej zatokę moczowo-płciową (towarzyszy piramidalnej macicy, włosopuklerznik, kabassu argentyński, puklerzyk różowy, puklerzniczek karłowaty) i srom, który może być dość duży i sprawiać wrażenie niewielkiego prącia. Samica dysponuje zwykle parą sutków o położeniu piersiowym bądź rzadziej, u Chlamyphorinae, brzusznym.
Rozród poznany został słabo. W niewoli Chlamyphoridae często nie udaje się rozmnożyć, a informacje o wielu gatunkach mają charakter jedynie kazuistyczny.
Dojrzałość płciowa przychodzi w wieku od 9 miesięcy (puklerznik sześciopaskowy) przez 11 (włosopuklerznik wrzaskliwy) miesięcy do 1 roku (bolita południowa), u zębolity być może jeszcze później.
Występuje sezon rozrodczy, u puklerzyka różowego wyznaczany dostępnością światła, po której wzrasta u samce stężenie testosteronu we krwi. Zazwyczaj samotne Chlamyphoridae mogą wtedy być widywane w grupach. Niekiedy kilka samców goni za jedną samicą. Po kopulacji zachodzi ona w ciążę trwającą od niecałych dwóch miesięcy u puklerzyka różowego do 114 dni u bolity. Następnie samica wydaje na świat w norze najczęściej pojedyncze młode (zębolita, kabassu) bądź miot od 1 do 3 noworodków (puklerznik sześciopaskowy). Ważą one od 50 g (puklerzy różowy) do 115 g (bolita). Nie wiadomo dokładnie, ile mogą ważyć u zębolity olbrzymiej, być może 1,9-3,5 kg. Pancerz noworodków jest jeszcze nie skostniały, aczkolwiek nowo narodzone bolity od razu potrafią stanąć na nogi bądź zwinąć się w kulę. Ich oczy są zamknięte, otworzą się po 3 tygodniach. Młode piją mleko matki, która opiekuje się nimi. Nie mogąc podnosić ich za kark, jak to mają w zwyczaju samice innych ssaków, przenosi je za kończyny bądź brzeg tarczy łopatkowej, Młode rosną szybko, przybierając codziennie od 9 do 25 g. W czasie odstawienia mają masę ciała od 40 do 57% masy dorosłego zwierzęcia, gdy większość ssaków osiąga dopiero jedną trzecią.
Nie wiadomo, jak długo żyje większość Chlamyphoridae. Nie istnieją sposoby pozwalające na wiarygodne określenie wieku dorosłego osobniki. Badania nad puklerzykiem różowym w naturze wskazywały na około 9-10 lat. Dłużej żyją okazy trzymane w niewoli. Włosopuklerzniki wrzaskliwe i bolity południowe dożywały w ogrodach zoologicznych 30 lat.

## Rozmieszczenie geograficzne i ekologia
Rodzina obejmuje gatunki występujące w Ameryce. na północy sięga Ameryki Środkowej (kabassu północny), na południe Patagonii.
Chlamyphoridae zamieszkują głównie obszary tropikalne. Najczęściej są to obszary o dużej wilgotności. Jednak w przeciwieństwie do pancernikowatych nie radzących sobie na obszarach suchych niektórzy ich przedstawiciele zamieszkują również takie obszary. Doskonale przystosował się do nich na przykład puklerzyk różowy, którzy w naturze nigdy nie pije, całą wodę czerpiąc z pokarmu. Z drugiej strony Chlamyphoridae nie radzą sobie na terenach zalanych wodą. Unikają też nagich skał. Ogranicza je również podłoże uniemożliwiające rycie w ziemi, zwłaszcza Chlamyphorinae. Rodzinę tę spotyka się w lasach, na terenach porośniętych roślinnością krzewiastą bądź trawą. Zamieszkują w efekcie ekoregiony: Amazonia, Chaco, Caatinga, Cerrado, Mata Atlântica, Pampa, Pantanal, Puna środkowoandyjska, Lasy Patagońsko-Magellańskie, Step Patagoński, Yungas. Niektóre gatunki wymagają konkretnych warunków siedliskowych, jak bolita brazylijska ograniczona do suchej lub półsuchej caatingi i rzadko tylko widywana w cerrado czy też puklerzowiec skryty niespotykany nigdzie poza piaskowymi terenami Chaco. Z drugiej jednak strony część Chlamyphoridae łatwo adaptuje się do szerokiej gamy siedlisk, także tych zmienionych ręką człowieka, występując nawet w pobliżu siedlisk ludzkich, w ogrodach czy na polach uprawnych. Przykładem spotykany na plantacjach soi włosopuklerznik kosmaty. W pobliżu domostw spotykany jest także puklerzowiec skryty.
Pokarmem tych łożyskowców są przede wszystkim bezkręgowce, aczkolwiek są one właściwie wszystkożerne. Niektóre gatunki są bardziej wyspecjalizowane w kierunku pożerania owadów społecznych, jak zębolita olbrzymia (mrówkowate, termity, rzadziej dzikie pszczoły). Inne zjadają rozmaite bezkręgowce, w tym także chrząszcze i inne owady, larwy, skorpiony, pająki. Nie pogardzą także kręgowcami. Zjadają jaja ptaków, drobne ssaki, rzadziej większe, węże. Włosopuklerznik kosmaty i puklerznik sześciopaskowy obserwowane były, jak zabijały noworodka kozy bądź kurczaka. W razie dostępności zwierzęta te spożywają też padlinę. W ich odchodach odnaleziono pozostałości gwanako. Miejscowa ludność oskarża je, jakoby rozkopywały groby. W Patagonii włosopuklerznik kosmaty stanowi zagrożenie dla populacji pingwinów, pożerając ich jaja i pisklęta. Dochodzi do tego pokarm roślinny, jak nasiona, owoce, korzenie. Puklerznik sześciopaskowy radzi sobie nawet a orzechami palmowymi, a większą część jego pokarmu w Patagonii stanowią owoce, choć je także bulwy i łodygi. W jednym z badań w Brazylii 90% jego pokarmu stanowiły rośliny, głównie ananasy, figi i owoce palmy, aczkolwiek najczęściej pokarm roślinny stanowi zaledwie jedną trzecią pokarmu tego pancernikowca. Pokarmu poszukują zwykle w glebie czy ściółce z pyskiem nisko przy ziemi, w razie potrzeby gotowe ją rozkopać. Zdobyczy nie gryzą dobrze, połykają duże kawałki.
Najważniejsze drapieżniki polujące na Chlamyphoridae to psy i koty domowe, poluje na nie także człowiek. Ze zwierząt dzikich wymienia się nibylisy, hirary, pakożery, majkongi, jaguary, jaguarundi, pumy, a także ptaki drapieżne i węże.
Choroby dotykające te ssaki to toksoplazmoza, leiszmanioza, choroba Chagasa, brucelloza, parakokcydioidomykoza.

## Hodowla
Utrzymanie w niewoli tych zwierząt jest trudne. Zazwyczaj nie udaje się ich rozmnożyć. Trudno dobrać odpowiedni pokarm, co prowadzi, zwłaszcza w przypadku zębolity, do otyłości. Istnieje nielegalny handel kilkoma gatunkami dostarczający zwierząt domowych, jednak schwytane osobniku często umierają w niewoli po zaledwie kilku dniach.

## Zagrożenia i ochrona

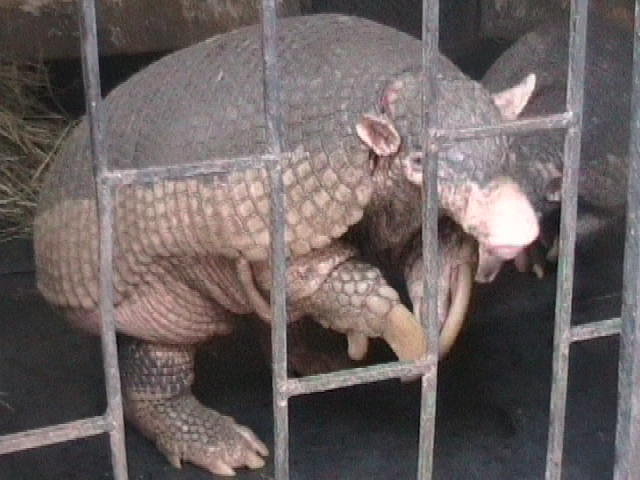
Zębolita olbrzymia, gatunek narażony na wyginięcie

Wśród zagrożeń wymienia się niszczenie siedlisk. Najczęstszą przyczyną zgonów Chlamyphoridae są wypadki drogowe. Jako drugą wymienia się polowania przez zwierzęta domowe, jak psy i koty. Jednak na ssaki te poluje również człowiek czy to dla mięsa, czy dla sportu. Od mięsa Chlamyphoridae odstręcza niektórych fakt pożywiania się przez nie padliną. Puklerzowiec skryty uznawany jest za miejscową ludność za omen śmierci. Napotkanie tego niewielkiego zwierzęcia oznaczać ma rzekomo zgon wśród najbliższych osoby, która go napotka. Jedynym sposobem odwrócenia nieszczęścia ma być zabicie zwierzęcia. Niektóre gatunki uważane są też za szkodniki upraw. Jeszcze inne kopią nory, w których ludzi i bydło mogą doznać urazu. Oskarża się o to zwłaszcza włosopuklerznika kosmatego.
IUCN klasyfikuje gatunki następująco:
- VU, gatunki narażone na wyginięcie: zębolita olbrzymia, bolita brazylijska[10] (w przeszłości uznana nawet za wymarłą[2]),
- NT, gatunki bliskie zagrożenia: puklerzyk różowy, kabassu argentyński, bolita południowa,
- LC, gatunki najmniejszej troski: włosopuklerznik wrzaskliwy i kosmaty, puklerznik sześciopaskowy, kabassu wielki, kabassu jednopaskowy,
- DD, brak danych: puklerzowiec skryty, puklerzniczek karłowaty, kabassu północny[10].

## W kulturze
Pancerniki stanowią źródło białka. Niektóre miejscowe kultury widzą w nich mądrość. Inne traktują je jako zwierzęta święte. Puklerzowiec skryty uznawany jest raczej za zły omen, który trzeba zabić, by odwrócić fatum.